# Wassili Sergejewitsch Nemtschinow
Wassili Sergejewitsch Nemtschinow (russisch Василий Сергеевич Немчинов; * 2. Januarjul. / 14. Januar 1894greg. in Grabowo (Rajon Bessonowka); † 5. November 1964 in Moskau) war ein russischer Ökonom, Statistiker und Hochschullehrer.

## Leben
Nemtschinow besuchte die Mittelschule in Tscheljabinsk (Abschluss 1913) und studierte dann an der Ökonomie-Abteilung des Moskauer Handelsinstituts (Abschluss 1917). Während seines Studiums im Ersten Weltkrieg leitete er die Flüchtlingsabteilung der Allrussischen Semstwo-Union (1915–1917) sowie den Statistik-Sektor der Lebensmittelstellen des Semgor Moskau-Kiew.
Nach der Oktoberrevolution leitete Nemtschinow die Statistik-Abteilung des Tscheljabinsker Semstwo (1917–1922). 1919 hielt er an der Tscheljabinsker Volksuniversität eine Vorlesung über die europäische Kunstgeschichte. Nach der Gründung des Gouvernements Tscheljabinsk 1919 leitete er das Statistik-Büro des Gouvernements und die Durchführung der ersten Volkszählung der RSFSR im Gouvernement. 1923 wurde er Geschäftsführer des Statistikamtes der Oblast Ural in Swerdlowsk. 1926–1934 war er Mitglied des Kollegiums des mehrfach umbenannten Zentralen Statistikamtes der UdSSR bzw. des Gosplans. 1937 wurde er Vizevorsitzender der neuen Kommission des Volkskommissariats für Landwirtschaft für die Prüfung der Getreidekulturen.
Seit 1928, als er zum Professor ernannt wurde, leitete Nemtschinow  an der Moskauer Timirjasew-Akademie den Lehrstuhl für Statistik und wurde 1940 Direktor der Timirjasew-Akademie, nachdem er 1935 zum Doktor der Wirtschaftswissenschaften promoviert worden war. Im Moskauer Haus der Wissenschaftler der Akademie der Wissenschaften der UdSSR (AN-SSSR) leitete er 1939–1948 die Statistik-Abteilung. 1940 wurde er Mitglied der Akademie der Wissenschaften der Weißrussischen SSR. Als 1940 das Institut für Ökonomie der AN-SSSR in Moskau gegründet wurde, war Nemtschinow der Leiter der Statistik-Abteilung. 1944 gehörte er zur Führung der sowjetischen Delegation auf der  Konferenz von Dumbarton Oaks zur Vorbereitung der Gründung der Vereinten Nationen. 1946 wurde er Wirkliches Mitglied der AN SSSR (seit 1991 Russische Akademie der Wissenschaften (RAN)). 1947 wurde er als Professor auf den Lehrstuhl für Politökonomie der Akademie für allgemeine Wissenschaften am Zentralkomitee der KPdSU berufen.
Auf der Augustsitzung 1948 der Allunionsakademie der Landwirtschaftswissenschaften, in der Nemtschinow gerade Mitglied geworden war, trat er gegen Trofim Denissowitsch Lyssenko auf und verteidigte die wissenschaftlich begründete Genetik. Am Tag nach der Sitzung verlor er das Direktorenamt der Timirjasew-Akademie, und Wsewolod Nikolajewitsch Steletow wurde sein Nachfolger. Ein halbes Jahr später musste Nemtschinow dort auch den Lehrstuhl für Statistik aufgeben.
1949–1963 war Nemtschinow Vorsitzender des Rats zur Untersuchung der Produktivkräfte als Nachfolger des Montanwissenschaftlers Lew Dmitrijewitsch Schewjakow. Nemtschinow bearbeitete Probleme des Aufbaus einer Bau- und Metallurgieindustrie und des Baus von Staustufen am Oberlauf des Jenissei und im Amureinzugsgebiet. Nach Nemtschinow übernahm der Ökonom Nikolai Nikolajewitsch Nekrassow den Vorsitz dieses Rats.
1953–1959 war Nemtschinow Akademiesekretär der Abteilung für Ökonomie, Philosophie und Rechtswissenschaft der AN-SSSR. Danach war er bis 1962 Mitglied des Präsidiums der AN-SSSR. 1954 initiierte er die Allunionskonferenz über Probleme des Statistikunterrichts an Wirtschaftshochschulen. 1955 gehörte er zu den Unterzeichnern des Briefs der 300 an das Präsidium des Zentralkomitees der KPdSU zum Zustand der Biologie in der UdSSR mit Kritik an den Meinungen und Aktivitäten Lyssenkos. Der Brief führte zum Rücktritt Lyssenkos vom Amt des Präsidenten der Allunionsakademie der Landwirtschaftswissenschaften und Rücktritten seiner Anhänger von ihren Posten in der AN-SSSR.
1958 organisierte Nemtschinow für die AN-SSSR das erste Laboratorium für ökonomisch-mathematische Untersuchungen in der UdSSR. Dieses Laboratorium war die Basis für das 1963 gegründete Zentralinstitut für Ökonomie und Mathematik (ZEMI) der AN-SSSR in Moskau, dessen erster Direktor Nikolai Prokofjewitsch Fedorenko wurde. 1962 gründete Nemtschinow und leitete dann bis 1964 den Lehrstuhl für mathematische Methoden der Wirtschaftsanalyse der Fakultät für Wirtschaftswissenschaft der Lomonossow-Universität Moskau (MGU). Er hielt eine Vorlesung über Wirtschaftsmethoden und -Modelle. 1963–1964 leitete er den Lehrstuhl für Methoden der Wirtschaftsanalyse der MGU. Er nahm an internationalen Konferenzen teil in Bukarest und Klausenburg (1957), Peking, Shanghai und Paris (1958), Mailand und Rom (1959), Budapest, Warschau und Krakau (1961), Sofia, Warna, Prag und Pressburg (1962) und Berlin, Den Haag und Birmingham (1964). Auf den drei Tagungen des International Statistical Institute 1957, 1958 und 1960 trug er über die Bilanzmethode der Wirtschaftsstatistik, über mathematische Probleme der Bilanzierung der Volkswirtschaft und über die Input-Output-Analyse als makroökonomisches Modell für optimierte Planung vor. 1958 wurde er Mitglied des International Statistical Institute und 1961 Mitglied der Royal Statistical Society. 1964 wurde er Ehrendoktor der University of Birmingham.
1993 stiftete die RAN einen Preis zu Nemtschinows Ehren.

## Ehrungen, Preise
- Leninorden (1939, 1946, 1964)
- Orden des Roten Banners der Arbeit (1940, 1944)
- Orden des Roten Sterns (1945)
- Stalinpreis (1946)
- Leninpreis (1965 postum)